# Tout inclus (pièce de théâtre)
Pour l’article homonyme, voir Tout inclus.
 (octobre 2021).
La mise en forme du texte ne suit pas les recommandations de Wikipédia : il faut le « wikifier ».
Les points d'amélioration suivants sont les cas les plus fréquents :
- Les titres sont pré-formatés par le logiciel. Ils ne sont ni en capitales, ni en gras.
- Le texte ne doit pas être écrit en capitales (les noms de famille non plus), ni en gras, ni en italique, ni en « petit »…
- Le gras n'est utilisé que pour surligner le titre de l'article dans l'introduction, une seule fois.
- L'italique est rarement utilisé : mots en langue étrangère, titres d'œuvres, noms de bateaux, etc.
- Les citations ne sont pas en italique mais en corps de texte normal. Elles sont entourées par des guillemets français : « et ».
- Les listes à puces sont à éviter, des paragraphes rédigés étant largement préférés. Les tableaux sont à réserver à la présentation de données structurées (résultats, etc.).
- Les appels de note de bas de page (petits chiffres en exposant, introduits par l'outil «  Source ») sont à placer entre la fin de phrase et le point final[comme ça].
- Les liens internes (vers d'autres articles de Wikipédia) sont à choisir avec parcimonie. Créez des liens vers des articles approfondissant le sujet. Les termes génériques sans rapport avec le sujet sont à éviter, ainsi que les répétitions de liens vers un même terme.
- Les liens externes sont à placer uniquement dans une section « Liens externes », à la fin de l'article. Ces liens sont à choisir avec parcimonie suivant les règles définies. Si un lien sert de source à l'article, son insertion dans le texte est à faire par les notes de bas de page.
- La présentation des références doit suivre les conventions bibliographiques. Il est recommandé d'utiliser les modèles {{Ouvrage}}, {{Chapitre}}, {{Article}}, {{Lien web}} et/ou {{Bibliographie}}. Le mode d'édition visuel peut mettre en forme automatiquement les références.
- Insérer une infobox (cadre d'informations à droite) n'est pas obligatoire pour parachever la mise en page.

Pour une aide détaillée, merci de consulter Aide:Wikification.
Si vous pensez que ces points ont été résolus, vous pouvez retirer ce bandeau et améliorer la mise en forme d'un autre article.
Tout inclus est une pièce de théâtre documentaire écrite par François Grisé et produite en 2019. D’abord présentée au théâtre La Licorne, elle l’a ensuite été au Périscope et au théâtre Duceppe avant de partir en tournée dans toute la province de Québec.

## Argument
En 2019, 18% des personnes de 75 ans et plus vivaient en résidence pour aînés au Québec (Canada). Tout inclus propose aux spectateurs de réfléchir à la popularité de ce type de résidences et aux enjeux derrière ce choix de société.
L’auteur et comédien François Grisé s’est intéressé au sujet en 2014, quand ses propres parents se sont installés dans une résidence pour aînés. Il a effectué deux séjours d’un mois dans une résidence similaire, les Jardins du Patrimoine de Val-d’Or. Il a voulu connaître l'expérience « de l’intérieur » et comprendre les difficultés d’adaptation de ses parents. Il a consigné ses observations et conduit des entrevues formelles auprès de résidents. Au terme de ces séjours, il a également rencontré des professionnels de la santé et divers spécialistes du vieillissement et des enjeux sociaux et économiques qu’il pose. 
Le projet a été développé avec l’aide des dramaturges Annabel Soutar et Agathe Foucault. Sur scène, on voit l’hésitation des résidents face au séjour de l'auteur, puis leur ouverture progressive. On découvre leur univers souvent routinier, leurs petites et leurs grandes réflexions. Pour la comédienne Marie-Ginette Guay, qui incarne plusieurs personnages de la pièce, la vieillesse nous fait encore peur comme société et c’est pour cela qu’on représente et écoute rarement les voix des personnes âgées.

## Distribution
François Grisé incarne son propre personnage. Marie Cantin, Marie-Ginette Guay et Jean-François Gaudet jouent le rôle de plusieurs résidents. 

## Fiche technique
- Dramaturgie : Annabel Soutar, Agathe Foucault
- Assistance à la mise en scène : Adèle Saint-Amand
- Décors : Odile Gamache
- Costumes : Olivia Watson
- Lumière : André Rioux
- Concepteur sonore : Alexander MacSween
- Vidéo : Francis Laporte